# Реймон Абелио
Жорж Сулес (на френски: Georges Soulès), с псевдоним Реймон Абелио (Raymond Abellio) е френски писател, политически активист и гностически философ.

## Биография
Жорж Сулес произхожда от богато семейство. През 1927 г. влиза в „Екол политекник“. 1931 г., на възраст 24 години, взима участие във френското технократко движение „Политехнически център за икономически изследвания“ (Centre Polytechnicien d’Études Économiques), по-популярно с името „X-Crise“. Целта на групата е да изучава политическите и икономическите последствията от крахът на Уол Стрийт от 1929 г. Реймонд става марксист следващата година и се пресъединява към „Френската социалистическа партия“ през 1932 г. Там той завързва контакт със социалистите и опитва да създава текстове чрез техниката „автоматично писане“. След успеха на „Народен фронт“ през 1936 г. на изборите, Сулес е назначен на длъжността ръководител проект в „Министерството на националната икономика“. При избухването на Втората световна война през 1939 г. той е мобилизиран за военна служба и пленен на бойната поле месец май, следващата година. След освобождаването си Сулес участва в тайни действия на Съпротивата. С края на войната Жорж Сулес е осъден задочно, заради съдействието му с колаборционистките партия. Присъдата му се дължи на съвпадение с името на друг Жорж Сулес, поддръжник на Режима на Виши. Сулес е принуден да търси убежище в Швейцария. През 1952 г. е помилван и се връща в Париж.
Романите на Абелио „Блажени са миролюбивите“ (Heureux les pacifiques, 1946), „Отворените очи на Езекиел“ (Les yeux d'Ézéchiel sont ouverts, 1949), „Вавилонският ров“ (La fosse de Babel, 1962) и „Последният ми спомен“ (Ma derniere memoire, 1971) отразяват идеологическа обърканост на Франция в навечерието на Втората световна война. Сред характерните черти на персонажите му се отличава тяхната индивидуалност.
Освен художествена литература, под влиянието на Пиер дьо Комбас, Абелио проявява интерес към езотериката и особено астрологията. Той също така се интересува от възможността за таен цифров код в Библията, тема, която той разработва в „Библията, шифрован документ“ (La Bible, document chiffré) от 1950 г., а по-късно и във „Въведение в библейска теория на числата“ (Introduction à une théorie des nombres bibliques) през 1984 г. Абелио предлага главно, че Числото на звяра 666 е ключовият номер на живота, проява на Светата троица на всички възможни нива, материално, анимистично и духовно. Той също така е пише върху философията на ръгбито.

## Творби

### Романи
- 1947 „Блажени са миролюбивите“ (Heureux les pacifiques)
Издателство: Flammarion; Награда: Сент-Бьов
- 1948 „Oчите на Езекиел ca Отворени“ (Les yeux d'Ézéchiel sont ouverts)
Издателство: Gallimard
- 1962 „Вавилонският ров“ (La Fosse de Babel)
Издателство: Gallimard
- 1983 „Неподвижни лица“ (Visages immobiles)
Издателство: Gallimard

### Театър
- 1982  Montségur, théâtre, Éd. L'Âge d'homme

### Aвтобиография
- Ma dernière mémoire, autobiographie:
  - 1971 I. Un faubourg de Toulouse (1907 – 1927), Paris: Éd. Gallimard, 1971.
  - 1975 II. Les militants (1927 – 1939), Paris: Éd. Gallimard, 1975.
  - 1980 III. Sol Invictus (1939 – 1947), Paris: Pauvert chez Ramsey, (носител на Prix des Deux-Magots.)

- Dans une âme et un corps (Journal 1971), Paris: Éd. Gallimard.

### Есеистика
- 1943 „Краят на нихилизма“ (La Fin du nihilisme, съавторство със Андре Махе и подписана под името Жорж Сулес)
- 1950 „Към ново пророчество: Есе за политическата роля на свещеното и положението на Луцифер в съвременния свят“ (Vers un nouveau prophétisme : essai sur le rôle politique du sacré et la situation de Lucifer dans le monde moderne)
- 1950 La Bible, document chiffré: essai sur la restitution des clefs de la science numérale secrète. „Библията, шифрован документ: есе за възстановяване на ключовете на тайната цифрова наука.
  - Tome 1. Clefs générales(Том 1. "Общи ключове“)
  - Tome 2. Les Séphiroth et les 5 premiers versets de la Genèse (Том 2. Сефиротите и първите 5 стиха от Битие“
- 1954 „Успение на Европа“ (Assomption de l'Europe)
- 1955 „На прага на езотериката: Предшествано от: Модерен дух и традиция“ (Au seuil de l'ésotérisme: précédé de : l'Esprit moderne et la tradition, с Пол Серан)
- 1965 „Абсолютната структура“ (La Structure absolue)
- 1965 „Поклон пред Робърт Бразилах“ (Hommages à Robert Brasillach)
- 1970 „Генон, да. Но...“ (Guénon, oui. Mais...)
- 1973 „Краят на езотериката“ (La Fin de l'Ésotérisme)
- 1984 „Въведение в библейска теория на числата“ (Introduction à une théorie des nombres bibliques)
- 1989 „Манифест на новия гнозис“ (Manifeste de la nouvelle Gnose, под редакцията на Мари-Терез де Брос и Чарлз Хирш)
- 1994 „Основи на етиката“ (Fondements d'éthique)